# François-Joseph Alexandre Letourneur
Pour les articles homonymes, voir Tourneur.
François-Joseph Alexandre Letourneur, né le 4 juin 1769 à Bricquebec et mort le 15 juillet 1842 à Fontenay-sous-Bois, est un général français de la Révolution et de l’Empire.

## Biographie
Letourneur entra le 21 octobre 1791, en qualité de capitaine, dans le 2e bataillon de volontaires de son département, incorporé en l'an II dans la demi-brigade de l'Allier, amalgamé en l'an IV dans la 27e demi-brigade de ligne, devenue 27e régiment d'infanterie à l'organisation de l'an XII.
Il fit toutes les guerres de la liberté de 1792 à l’an X, aux armées de Rhin-et-Moselle, de la Moselle, du Nord, de l'Ouest, des côtes de l'Océan, du Rhin et du Danube, et se signala par son courage dans toutes les affaires auxquelles il prit part.
Chef de bataillon le 1er ventôse an VIII, il se trouvait au blocus d'Ulm, et repoussa vigoureusement une sortie que fit la garnison dans la nuit du 18 au 19 messidor suivant, entre le Danube et la Blan.
Rentré en France après la paix de Lunéville, il tint garnison à Strasbourg pendant les ans X et XI, devint major du 14e régiment d'infanterie de ligne le 30 frimaire an XII, et membre de la Légion d'honneur le 4 germinal de la même année.
Employé au camp de Saint-Omer en l'an XII et en l’an XIII, il fit les campagnes de l’an XIV et de 1806 à la Grande Armée, fut nommé officier de la Légion d'honneur le 21 juillet 1808, promu colonel en second de la 5e demi-brigade provisoire d'infanterie de ligne le 31 mars 1809, et fit la guerre de cette année en Allemagne.
Passé en 1810 à l’armée d’Espagne, où il servit jusqu’en 1814, et nommé colonel titulaire du 88e régiment d’infanterie de ligne le 17 février 1811 ; il obtint le grade de général de brigade le 18 décembre 1813.
Mis en non-activité le 1er septembre 1814, chevalier de Saint-Louis le 27 du même mois, et compris dans le cadre des officiers généraux disponibles le 1er avril 1820, on l'admit à la retraite le 1er août 1820.
À la Révolution de juillet, le général Letourneur, placé d'abord dans le cadre de réserve de l'état-major général, par décision royale du 22 mars 1831, il a été de nouveau admis à la retraite le 1er mai 1832.

## Source
« François-Joseph Alexandre Letourneur », dans Charles Mullié, Biographie des célébrités militaires des armées de terre et de mer de 1789 à 1850, 1852 [détail de l’édition]